# Русковце (Бановце на Бебрави)
Русковце (слч. Ruskovce) насељено је мјесто са административним статусом сеоске општине (слч. obec) у округу Бановце на Бебрави, у Тренчинском крају, Словачка Република.

## Становништво
| Година:    | 1994. | 2004.   | 2014.   | 2024.   |
| ---------- | ----- | ------- | ------- | ------- |
| Број људи: | 531   | 532     | 513     | 518     |
| Разлика:   |       | +0,18 % | -3,57 % | +0,97 % |

| Година:    | 2023. | 2024.   |
| ---------- | ----- | ------- |
| Број људи: | 521   | 518     |
| Разлика:   |       | -0,57 % |

Према подацима о броју становника из 2011. године насеље је имало 506 становника.